# أوزفالدو أرويو
أوزفالدو أرويو (بالإسبانية: Osvaldo Arroyo)‏ (27 فبراير 1995 في الأرجنتين - ) هو لاعب كرة قدم أرجنتيني في مركز الوسط. لعب مع نادي أتليتيكو كولون.

## وصلات خارجية
- أوزفالدو أرويو على موقع قاعدة بيانات كرة القدم.إي يو (الإنجليزية)
- أوزفالدو أرويو على موقع Soccerway.com (الإنجليزية)